# Патріарший період Російської православної церкви (1589—1700)
Патріарший період Російської православної церкви  — період в історії Російської православної церкви від отримання патріархату у 1589 році до його фактичного припинення у 1700 році.

## Передісторія
Відокремлення Московської Митрополії від Київської Митрополії Константинопольського Патріархату та її фактична автокефалія були самостійно довершені 15 грудня 1448 р. шляхом поставлення Собором єпископів Великого князівства Московського єпископа Рязанського Іони «Митрополитом Київським» (фактично — Московським). Цей акт відбувся без благословення Константинопольського Патріарха та визначається як розкол Київської Митрополії. Через 10 років московський собор виразно маніфестував відрив від Києва. Це було виявом довгого існування двох окремих східнослов'янських церков-митрополій: Київської (українсько-білоруської) і Московської (російської). Наступник Іони Теодосій вже іменувався митрополитом «Московським (а не „Київським“) і всієї Росії».
Порвавши зв'язок з центрами східного християнства московська Церква щораз більше ставала знаряддям державної влади та не мала євхаристійного єднання з усім православним світом і 141 рік (1448—1589) перебувала в схизмі. Наприкінці 15 ст., коли Москва частково звільнилася від підлеглості Золотій Орді, створюється концепція, що Москва — це спадкоємець давнього й нового Риму — Царгороду та охоронець чистоти православ'я. Цьому сприяли також занепад Константинополя у 1453, а ще перед тим спроба поєднання Східних і Західних церков (Фльорантійська унія 1439), коли в Москві не прийняли прихильника унії, Київського митрополита Ісидора. На цьому релігійно-обрядовому ґрунті розгорівся військовий конфлікт між Московським князівством та Новгородською республікою, коли після смерті в 1470 році архієпископа Великоновгородського та Псковського новгородці звернулись до канонічного Київського митрополита, щоб той висвятив їм нового архієпископа, то великий князь московський Іван ІІІ сприйняв цей факт, як наступ на його канонічну територію і вторгся в 1471 р., в Новгородську республіку, після «Шелонської битви (14.07.1471 р.)» був підписаний «Коростинський мир», за умовами якого Іван ІІІ «прінуділ ставити архієпископа на Москві». Концепція теорія III Риму в Москві, була зформульована в писаннях псковського ченця Філофея, про те, що всі православні землі тепер зібрані під владою єдиного православного московського царя; що два попередні Рими впали, третій, Москва, стоїть, а «четвертому не бути» і негоже йому чинити насилля. Царя почали вважати за голову Церкви, що особливо виявилося, починаючи з царювання Івана Грозного.
Московська Церква 141 рік (з 1448 по 1589 рр.) не мала офіційного визнання своєї автокефалії, яке отримала наступним чином. Правитель держави Борис Годунов запропонував Константинопольському Патріархові Ієремії ІІ (Траносу) переїхати із захопленого турками Константинополя до Московії. Патріарх приїхав для переговорів, але на місці виявилося, що Годунов хоче залишити у престольному місті — Москві — власного митрополита, а Патріарху пропонує надати резиденцію у «древній столиці» — Володимирі-на-Клязьмі. Коли Ієремія на це не погодився, то Годунов почав вимагати від нього надання Московському митрополиту титулу Патріарха. Цікаво, що ієрархи Московської Митрополії навіть не брали участі у вирішенні цих питань. Зрештою, під тиском мирської влади та обставин (після піврічного утримання у Москві в неволі у 1588 році), Патріарх Ієремія погодився на умови Бориса Годунова.
У липні 1948 року в Москві урочисто відзначалося 500-річчя автокефалії Російської Православної Церкви. До ювілею була приурочена Нарада Глав і Представників помісних Православних Церков (спочатку захід задумувалося керівництвом СРСР як вселенський собор «для вирішення питання про присвоєння Московської Патріархії титулу Вселенської»), яке засудило екуменічний рух і унію як знаряддя експансії папізму. Однак на нараду не прибули предстоятелі Східних грецьких патріархатів.

### Історія
1589 Російська церква стала патріархатом, але це не змінило її залежності від царської влади. Показово, що переважна більшість підписів на грамоті Константинопольських ієрархів про заснування патріархії в Московській державі є підробні. Десятий з російських патріархів, Адріян, помер 1700, після нього нового не поставлено, і понад 200 років церква не була патріархією.
1721 році патріархат замінено Духовною Колегією («Святейший Правительствующий Синод»). Це завершило формальну деградацію церкви, яка стала державною інституцією, що діяла під зверхністю й за «указом» царя (імператора). Контрольною інстанцією Синоду був його обер-прокурор, світський державний достойник, що його називали «царським оком». Щойно 1917 російська церква позбулася, але на дуже короткий час, підлеглості світській владі.

### Зовнішня експансія
У своїй експансії церква, використовуючи політичну могутність держави, поширила свої впливи на єпархії Київської митрополії, особливо після підписання «березневих статей 1654 р.» (Переяславської угоди). Київська митрополія боронилася проти цього, воліючи залишитися в юрисдикції Константинопольського патріарха. Проте 1686 приєднання Київської митрополії до Москви стало доконаним фактом. Освічене духовенство спроваджувано з Київської митрополії до Москви, пізніше — до Петербурга, де воно працювало у церковній адміністрації, шкільництві, проповідництві тощо. Місіонери Російської православної церкви охрещували інородців на півн. і півд.-сх. Європейської Росії та в Сибіру.